# Yagnobi
Il termine Yagnobi si riferisce sia alla popolazione che alla lingua parlata dalla stessa, la cui esistenza fu scoperta nel XIX secolo.

## La popolazione Yagnobi
Il popolo Yagnobi è originario della valle del fiume Yagnob, a circa 100 chilometri dalla città di Dušanbe, nel Tagikistan settentrionale. Il nome "yagnob" sarebbe un adattamento della lingua tagica della frase "ix-i nou", ovvero "valle di ghiaccio". La zona è infatti caratterizzata da alte montagne e profonde vallate, dove il clima è piuttosto rigido e ricopre il paesaggio di neve e ghiaccio per almeno la metà dell'anno. L'area rimane molto impervia ed isolata anche in tempi odierni, le vie di comunicazione sono costituite in prevalenza da mulattiere e sentieri, l'energia elettrica molto carente e generata soltanto da qualche turbina ad energia idrica. I Yagnobi sono da sempre dediti alla pastorizia e all'agricoltura, di religione musulmana sunnita.
Si stima che nel 1960 i parlanti la lingua yagnobi fossero circa 2500, di cui circa 1500 stanziati nella valle di cui sopra e 900 nella valle del fiume Varzob, nell'area del Hissar e nella città di Dushanbe.
Il 1970 fu un anno tristemente significativo per l'intera popolazione, quando le autorità sovietiche decisero di trasferire forzatamente tutti gli abitanti dei villaggi yagnobi dalla terra natìa, per deportarli coattivamente nelle pianure a lavorare nelle piantagioni di cotone. A seguito delle proteste della popolazione, fu loro consentito il ritorno nella valle di origine a partire dal 1978. Si stima che alla data odierna vi vivano stabilmente circa 500 persone. Permane l'assenza di valide vie di comunicazione, di adeguati collegamenti elettrici e idrici e assistenza sanitaria. La mortalità infantile è molto alta.

## La lingua yagnobi
Il rischio di estinzione riguarda anche la lingua yagnobi, di grande valore linguistico e storico in quanto rappresenta l'unico dialetto, ancora parlato, discendente direttamente dal Sogdiano, lingua franca impiegata lungo la Via della Seta, attestata attorno al I millennio d.C. e utilizzata fino all'avvento dell'Islam nel VII secolo. Ciò è dovuto soprattutto alla mancanza di testi scritti, essendo prevalentemente una lingua parlata. Nelle famiglie spesso un solo membro parla il Yagnobi, prevale l'uso della lingua tagica e della lingua russa, le stesse peraltro insegnate nelle scuole. Data la sua importanza storica e culturale quale diretta discendente della lingua Sogdiana, la lingua Yagnobi è stata dichiarata dall'UNESCO come lingua più a rischio di estinzione nel Mondo.